# Noonu-atol
Het Noonu-atol (Miladhunmadulu Dhekunuburi, of Miladhunmadulu Zuid) is een bestuurlijke divisie van de Maldiven.
De hoofdstad van het Noonu-atol is Manadhoo.

## Geografische indeling

### Atollen
Het Noonu-atol bestaat uitsluitend uit het zuidelijke deel van het Miladhunmadulhu-atol.

### Eilanden
Het Noonu-atol bestaat 71 eilanden waarvan er 13 bewoond zijn.

#### Bewoonde eilanden
De volgende bewoonde eilanden maken deel uit van het atol:
1. Foddhoo
2. Henbandhoo
3. Holhudhoo
4. Kendhikolhudhoo
5. Kudafaree
6. Landhoo
7. Lhohi
8. Maafaru
9. Maalhendhoo
10. Magoodhoo
11. Manadhoo
12. Miladhoo
13. Velidhoo

#### Onbewoonde eilanden
De volgende onbewoonde eilanden maken deel uit van het atol:
1. Badaidhidhdhoo
2. Bodufushi
3. Bodulhaimendhoo
4. Bomasdhoo
5. Burehifasdhoo
6. Dheefuram
7. Dhekenanfaru
8. Dhelibehuraa
9. Dhigurah
10. Dhonaerikandoodhoo
11. Ekulhivaru
12. Farumuli
13. Felivaru
14. Fodhdhipparu
15. Fushivelavaru
16. Galliadhoodekunu Kandu
17. Gemendhoo
18. Goabilivaadhoo
19. Holhumeedhoo
20. Huivani
21. Hulhudhdhoo
22. Huvadhumaavattaru
23. Iguraidhoo
24. Kadinmahuraa
25. Kalaidhoo
26. Karimma
27. Kedhivaru
28. Koalaa
29. Kolhufushi
30. Kudafunafaru
31. Kudafushi
32. Kuddrah
33. Kunnumala
34. Kuramaadhoo
35. Kuredhivaru
36. Loafaru
37. Maafunafaru
38. Maakurandhoo
39. Maavelavaru
40. Medhafushi
41. Medufaru
42. Minaavaru
43. Orimasvaru
44. Orivaru
45. Raafushi
46. Raalhulaakolhu
47. Randheli
48. Thaburudhoo
49. Thaburudhuffushi
50. Tholhendhoo
51. Thoshigandukolhu
52. Vattaru
53. Vavathi
54. Vihafarufinolhu

Haa Alif-atol · Haa Dhaalu-atol · Shaviyani-atol · Noonu-atol · Raa-atol · Baa-atol · Lhaviyani-atol · Kaafu-atol · Alif Alif-atol · Alif Dhaal-atol · Vaavu-atol · Meemu-atol · Faafu-atol · Dhaalu-atol · Thaa-atol · Laamu-atol · Gaafu Alif-atol · Gaafu Dhaalu-atol · Gnaviyani-atol · Seenu-atol · Malé